# Aristàgores de Cízic
Aristàgores de Cízic (en llatí Aristagoras, en grec antic Αρισταγόρας "Aristagóras") fou tirà de Cízic.
Abans de l'any 500 aC va ser un dels caps jònics que el rei persa Darios I el Gran va deixar com a guarnició a un dels ponts del Danubi, segons diu Heròdot.